# Deutscher Federfußballbund
Der Deutsche Federfußballbund e. V., kurz DFFB, ist der Dachverband des Federfußballsports in Deutschland.
Gegründet wurde der DFFB am 6. März 1999 im AktivTreff Bechelte Park im westfälischen Hagen. Gründungsmitglieder waren Olaf Völzmann, Harald Felgenhauer, Karsten-Thilo Raab, Volker Hollmann, Barbara Figge, Peter von Rüden (alle Federfußballclub Hagen 1991 e. V.), Axel Krüger (Dortmunder TG) sowie Nadine Fischer und Ulrich Fischer (beide TV Lipperode). Zum Gründungspräsidenten wurde Peter von Rüden ernannt, zu seinem Stellvertreter Ulrich Fischer. Der DFFB ist Mitglied im Federfußball-Weltverband, der International Shuttlecock Federation (ISF), und im europäischen Federfußballverband, der Shuttlecock Federation of Europe (SFE).

## Wettbewerbe
Der DFFB organisiert in Deutschland neben einem Ligabetrieb, der derzeit in vier Spielklassen mit der Bundesliga als höchster gegliedert ist, bei den Damen und Herren sowie bei der männlichen und weiblichen Jugend in verschiedenen Altersklassen Einzelranglistenwettbewerbe. In jeder Altersklasse qualifizieren sich die jeweils besten 16 für die Deutschen Meisterschaften. Zudem werden Ranglistenwettbewerbe und nationale Titelkämpfe im Doppel sowie bei den Senioren in der Altersklasse Ü35 deutsche Meisterschaften im Einzel und Doppel ausgespielt. Der Deutsche Mannschaftsmeister wird in vier Rundenspieltagen der Bundesliga ermittelt.

## Internationale Wettbewerbe
Als wichtigster europäischer Mannschaftswettbewerb für Vereine neben den Hungarian Open in Ungarn wird in Deutschland die German Open ausgerichtet. Gastgeber der Premierenveranstaltung war 1994 der Federfußballclub Hagen. Der älteste Federfußballclub Europas war auch im Jahr 2002 Gastgeber der 3. Weltmeisterschaft. Im Jahr 2003 veranstaltete dann SKF Weitmar in Bochum die ersten Europameisterschaften.

## Mitgliedsvereine
- FFC Hagen 1991
- VfL Eintracht Hagen
- FC Junkersdorf
- Cronenberger BC
- SKF Weitmar
- TV Lipperode
- CP Gifhorn
- Chin Woo Bochum
- Flying Feet Haspe
- VfL 1860 Marburg
- TG Münster
- TV Bühlertal
- TuS Hilden 96
- Dortmunder TG